# 유엔 우주 공간 평화 이용 위원회
유엔 우주 공간 평화 이용 위원회(UN宇宙空間平和利用委員會, 영어: United Nations Committee on the Peaceful Uses of Outer Space, COPUOS)는 유엔에 설립된 유일한 우주 분야 상설 위원회이다. 세계 최초의 인공위성 스푸트니크 1호가 발사된 직후인 1959년에 설립되었다.
과학기술 소위원회와 법률 소위원회의 2개의 소위원회를 두고 있다.

## 회원국

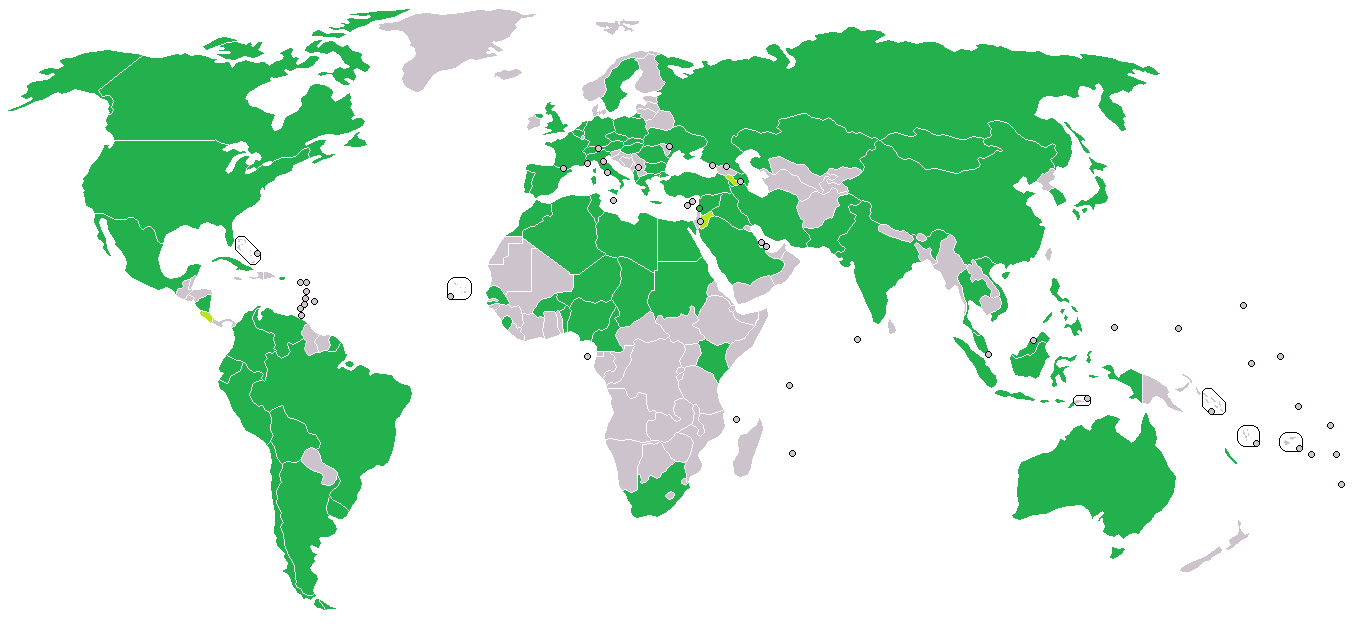
녹색은 회원국, 연두색은 참여 희망국

2011년 현재 72개국이 가입했다. 이란은 1958년 24개 창설 회원국인데 비해, 북한은 아직도 가입하지 않았다.

## 같이 보기
- 우주법